# Melanargia taurica
Melanargia taurica är en fjärilsart som beskrevs av Johannes Karl Max Röber 1896. Melanargia taurica ingår i släktet Melanargia och familjen praktfjärilar. Inga underarter finns listade i Catalogue of Life.